# Liste der Baudenkmäler in Vernich
Die Liste der Baudenkmäler in Vernich enthält die denkmalgeschützten Bauwerke auf dem Gebiet von Weilerswist-Vernich in Nordrhein-Westfalen (Stand: 31. Dezember 2010). Diese Baudenkmäler sind in der Denkmalliste der Stadt Weilerswist eingetragen; Grundlage für die Aufnahme ist das Denkmalschutzgesetz Nordrhein-Westfalen (DSchG NRW).

| Bild                   | Bezeichnung                                               | Lage                                                 | Beschreibung | Bauzeit | Eingetragen seit | Denkmal- nummer |
| ---------------------- | --------------------------------------------------------- | ---------------------------------------------------- | ------------ | ------- | ---------------- | --------------- |
| Burgruine Brenter Burg | Burgruine Brenter Burg                                    | Vernich Nähe Kirchweg Karte                          |              |         |                  | 11              |
| Fachwerkhaus           | Fachwerkhaus                                              | Vernich Kirchweg 17 Karte                            |              |         |                  | 15              |
| Gut Horchheim          | Gut Horchheim                                             | Horchheim Horchheimer Straße 4 Karte                 |              |         |                  | 22              |
| weitere Bilder         | Wegekreuz                                                 | Horchheim gegenüber Gut Horchheim Karte              |              |         |                  | 23              |
| weitere Bilder         | Jägerhof                                                  | Vernich Trierer Straße 67 Karte                      |              |         |                  | 27              |
| weitere Bilder         | Fachwerkhof                                               | Vernich Trierer Straße 25 Karte                      |              |         |                  | 30              |
| weitere Bilder         | Fachwerkhof                                               | Vernich Bongartsgasse 6 Karte                        |              |         |                  | 31              |
| weitere Bilder         | Brempter Hof                                              | Vernich Bremptergasse 9 Karte                        |              |         |                  | 34              |
| weitere Bilder         | Zapfsäule                                                 | Vernich Trierer Straße 51 Karte                      |              |         |                  | 35              |
| weitere Bilder         | Gaststätte                                                | Vernich Trierer Straße 51 Karte                      |              |         |                  | 36              |
| Burg Kleinvernich      | Burg Kleinvernich                                         | Vernich Bröhlpfad Karte                              |              |         |                  | 37              |
| weitere Bilder         | Klarenhof Vernich                                         | Vernich Am Klarenhof                                 |              |         |                  | 38              |
| weitere Bilder         | Gut Antoniterhof/Vierkanthof - Backsteinhaus Kleinvernich | Vernich Heimbacher Straße 73 Karte                   |              |         |                  | 39              |
| weitere Bilder         | Fachwerkhaus                                              | Vernich Nideggergasse 4 Karte                        |              |         |                  | 40              |
| weitere Bilder         | Katholische Pfarrkirche Heilig Kreuz                      | Vernich Trierer Straße Karte                         |              |         |                  | 85              |
| weitere Bilder         | Alte Vikarie                                              | Vernich Bongartsgasse 5 Karte                        |              |         |                  | 93              |
| BW                     | Kapelle                                                   | Vernich Kirchweg 17 Karte                            |              |         |                  | 94              |
| weitere Bilder         | Pfarrhaus                                                 | Vernich Trierer Straße 98 Karte                      |              |         |                  | 95              |
| weitere Bilder         | Wegekreuz                                                 | Vernich Bröhlpfad 1 Karte                            |              |         |                  | 106             |
| weitere Bilder         | Wegekreuz                                                 | Vernich St. Florian-Weg/Mühlenstraße Karte           |              |         |                  | 115             |
| weitere Bilder         | Alte Schule                                               | Vernich Kirchweg/Talstraße Karte                     |              |         |                  | 119             |
| weitere Bilder         | Bildstock                                                 | Vernich Trierer Straße 121 Karte                     |              |         |                  | 122             |
| weitere Bilder         | Kriegerdenkmal                                            | Vernich Trierer Straße neben kath. Pfarrkirche Karte |              |         |                  | 123             |
| weitere Bilder         | Neuer Friedhof                                            | Vernich Müggenhausener Straße Karte                  |              |         |                  | 128             |
| weitere Bilder         | Jüdischer Friedhof                                        | Vernich Trierer Straße Karte                         |              |         |                  |                 |